# 梅ヶ谷藤太郎 (2代)
梅ヶ谷 藤太郎（うめがたに とうたろう、1878年3月11日 - 1927年9月2日）は、現在の富山県富山市（出生時は石川県新川郡水橋町）出身で雷部屋に所属した大相撲力士。第20代横綱。本名は押田 音次郎（おしだ おとじろう）で、後に小江 音松（おえ おとまつ）となる。

## 経歴

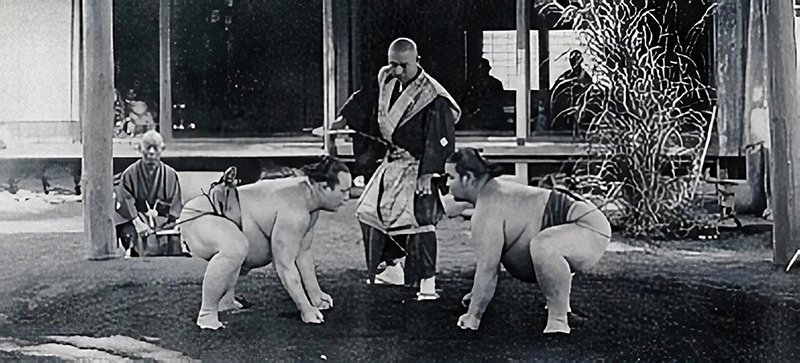
梅ヶ谷（右）と常陸山（左）の仕切り

1878年に、現在でいう「富山の薬売り」である売薬商の四男として生まれる（誕生日には異説もある）。1891年に西ノ海嘉治郎 (初代)・劔山谷右エ門 (1852年生)の一行が富山県へ巡業に来た際、恵まれた体格の少年を見つけた劔山から熱心な勧誘を受け、雷部屋へ入門、早くも同年1月に初土俵を踏んだ。師匠・雷（元横綱・初代梅ヶ谷）の「ワシ（梅ヶ谷）の弟子ということで四股名は“梅ノ谷”だ」という発言で四股名はあっさりと決定、番付には「梅ノ谷 音松」と書かれた。
当時はまだ満12歳という子供ながら英才教育を受け、とりわけ鬼ヶ谷才治からの指導が特に熱心だった。その甲斐があって三段目での単独土俵入りが許されたほか、梅ノ谷の錦絵も発売、幕下時代では早くも横綱免許授与に備えて横綱土俵入りの稽古までしていたという、現在では全く考えられない英才教育だった。
1898年1月で新入幕を果たすと、この場所で小錦八十吉 (横綱)から金星を獲得した。同年5月場所も小錦八十吉から金星を獲得するなど「小錦キラー」ぶりを発揮した。次の1899年1月には早くも小結、5月で関脇に昇進し、この場所6勝2敗1分と勝ち越したものの、翌1900年1月1度小結に降格するが、次の5月には関脇を飛び越えて大関に昇進した。大関昇進が決定すると雷の現役名「梅ヶ谷 藤太郎」の継承を申し出たが、雷は「いま（梅ヶ谷を）襲名したら横綱になった時に何を名乗るつもりだ?」と時期尚早を唱えた。
しかし、1902年1月から「梅ヶ谷 藤太郎（2代）」を襲名し、梅ヶ谷の名に恥じぬ好成績を挙げる。1903年5月場所9日目（当時は1場所10日、ただし幕内力士は千秋楽は出場しない）に同じく常陸山谷右エ門と全勝対決を行い、敗れはしたものの、この一戦で勝利して横綱免許授与が決まった常陸山の「梅ヶ谷関と一緒にお願いします」という申し出によって、梅ヶ谷も吉田司家から横綱免許を授与された。24歳6ヶ月での昇進は当時の最年少記録だった。横綱土俵入りは雲龍型を選択し、現在まで受け継がれている「雲龍型の土俵入りの開祖」とされ、梅ヶ谷の土俵入りの様子を撮影した映像も現存している。
現在でも短躯肥満はあまり長持ちする体格ではないと言われているが、横綱を実に12年間（同時に昇進した常陸山より1年長かった）も務め、常陸山と共に「梅常陸時代」と呼ばれる明治時代後期の相撲黄金時代を築き上げた。旧・両国国技館の開館後に優勝した経験はないが、長年の功績を称えられたことで、1915年の引退時には優勝額に相当するものが贈呈された。
引退後は雷の廃業に伴い、年寄・雷並びに雷部屋を継承した。協会内では引退1年後の1916年に勝負検査役、1921年に取締に就任したが部屋も衰退、先代雷の娘である妻と離縁し、芸者を妻とするなど不遇で1926年取締を辞任し、先代・雷より早い1927年9月2日に巡業先の新潟県与板町で心臓麻痺により死去。49歳没。弟子は弟弟子だった玉椿憲太郎が引き取ったものの、江戸時代から続く名門だった雷部屋は梅ヶ谷を最後に消滅した。

## 人物・エピソード
- 腹が出ているのを活かした理詰めの相撲で、体格ゆえか、横にやや脆い点を努力で克服していた。ただし、晩年には守り重視の相撲となった。常に自分の相撲を事細かに分析していたと伝わる。
- 太刀山峯右エ門より1歳若いため、常陸山の引退後は太刀山の相手役を期待され、番付はそれまでと逆の出羽海一門側に回されたが、その状態で出場することはなかった。
- 若い頃に指導を受けたのが鬼ヶ谷才治だったため、節分では絶対に「鬼は外」と言えず、常に「福は内」とだけ言って豆を撒いていた。
- 1915年（大正4年）8月、西ノ海らとともに初めてアメリカ巡業を行った[7]。ハワイ巡業では、当時の海外では人前で臀部を出すことが野蛮とされたため、廻しの下に衣類を着用して相撲を取った[8]。
- 現役時代の趣味は演劇鑑賞。
- 横綱時代は朝食に毎日牛乳3合を飲んでいた。まだちゃんこ鍋もない時代で若い衆はほとんど米だけしか食べられなかった環境においては、牛乳は横綱の特権と呼べる貴重品であった[9]。

## 主な成績
- 番付在位場所数：47場所
- 十両在位：2場所
- 十両成績：15勝4敗1分
- 幕内在位：36場所
- 幕内通算成績：168勝27敗47分2預116休　勝率.862
- 横綱在位：24場所
- 横綱成績：90勝13敗99休37分1預
- 優勝相当成績：3回
- 金星：2個（小錦八十吉2個）
- 他幕下以下の5場所について、18勝6敗1預の記録の現存が確認されている。

### 場所別成績
| 1892年 （明治25年） | x                        | 東序ノ口26枚目 –      |
| 1893年 （明治26年） | 東序ノ口6枚目 –          | 東序二段25枚目 –      |
| 1894年 （明治27年） | 西序二段32枚目 –         | 西三段目39枚目 0–2    |
| 1895年 （明治28年） | 西三段目43枚目 3–2       | 西三段目20枚目 5–0    |
| 1896年 （明治29年） | 西幕下22枚目 4–1         | 西幕下5枚目 6–1 1預   |
| 1897年 （明治30年） | 西十両5枚目 7–3          | 西十両筆頭 8–1 1分    |
| 1898年 （明治31年） | 西前頭5枚目 5–2–1 1預1分 | 西前頭2枚目 7–1–1 1分 |
| 1899年 （明治32年） | 西小結 7–1–1 1分         | 西関脇 6–2–1 1分      |
| 1900年 （明治33年） | 西小結 5–2–1 2分         | 西大関 6–1–2 1分      |
| 1901年 （明治34年） | 西大関 8–1–1             | 東大関 6–2–1 1分      |
| 1902年 （明治35年） | 東大関 8–0–1 1分         | 東大関 8–1–1          |
| 1903年 （明治36年） | 東大関 4–0–5 1分         | 東大関 8–1–1          |
| 1904年 （明治37年） | 東横綱大関 7–1–1 1預     | 東横綱大関 6–1–2 1分  |
| 1905年 （明治38年） | 東横綱大関 8–1–1         | 東横綱 5–0–5          |
| 1906年 （明治39年） | 東横綱 7–1–1 1分         | 東横綱 7–0–2 1分      |
| 1907年 （明治40年） | 東横綱 1–0–9             | 東横綱 6–2–1 1分      |
| 1908年 （明治41年） | 東横綱 8–0–1 1分         | 東横綱 7–1–1 1分      |
| 1909年 （明治42年） | 西横綱 7–0–2 1分         | 西横綱 5–0 5分        |
| 1910年 （明治43年） | 西横綱 0–1–9             | 西横綱 0–0–9 1分      |
| 1911年 （明治44年） | 西横綱 3–1 6分           | 西張出横綱 0–0–10     |
| 1912年 （明治45年） | 東張出横綱 5–1 4分       | 西張出横綱 1–1–5 3分  |
| 1913年 （大正2年） | 西横綱 4–1 5分           | 東張出横綱 0–1–8 1分  |
| 1914年 （大正3年） | 東張出横綱 2–0–6 2分     | 西張出横綱 0–0–9 1分  |
| 1915年 （大正4年） | 西張出横綱 1–0–7 2分     | 東横綱 引退 0–0–10    |
| 各欄の数字は、「勝ち-負け-休場」を示す。 優勝 引退 休場 十両 幕下 三賞：敢=敢闘賞、殊=殊勲賞、技=技能賞 その他：★=金星 番付階級：幕内 - 十両 - 幕下 - 三段目 - 序二段 - 序ノ口 幕内序列：横綱 - 大関 - 関脇 - 小結 - 前頭（「#数字」は各位内の序列） |                          |                       |

- 1909年1月までは千秋楽には幕内力士は取組が組まれないのが通例だったため、「1休」は休場ではない。
- 幕下以下に星取・勝敗数等に関する記録が現存しない場所あり。詳細は大相撲#番付・勝敗記録等の現存状況・データベース登録情報などを参照。